# ポリッシュ・ローランド・シープドッグ
ポリッシュ・ローランド・シープドッグ（英: Polish Lowland Sheepdog）は、ポーランドのローランド地域原産の牧羊犬種のひとつである。

## 概要
本来の英名はポーリッシュ・ローランド・シープドッグだが、初めて日本で繁殖を行ったブリーダーが「ポリッシュ」と呼んだことからそのように呼ばれるようになった。このため、ここでは「ポリッシュ」の呼び名のほうを採用して通すことにする。なお、日本では他のポーランド原産犬種の犬種名に冠している「Polish」という単語を「ポーリッシュ」と読む。
別名はポーリッシュ・シープドッグ、ポルスキー・オフチャレク・ニジンニ（英：Polsky Owczarek Nizinny）など。
日本での愛称はポリッシュであるが、海外では他のポーランド原産の犬種も著名であるため称されていない。海外で主に使われている愛称はニジンニ、ポン（英：PON）である。ポンという愛称はポルスキー・オフチャレク・ニジンニという犬種名の単語の頭文字をとったもの（Polsky Owczarek Nizinny＝PON）である。

## 歴史
16世紀には既にその存在が確認されていて、チベタン・テリアやプーリーなどの犬種を掛け合わせて作出されたといわれている。しかし、犬種として完全に固定されたのは19世紀後半のことである。
主に牧羊犬として飼育されていた。羊を誘導するにあたっては荒っぽいことを一切行わず、言うことを聞かない羊は自分の肩を羊に押し付けたり、にらみつけることで従わせる。このにらみ方のことを「シープドッグ・アイ」（英：Sheepdog-eyes）といい、硬直した姿勢で羊を強くにらみつけるものである。
16世紀はじめにスコットランドへ船で雄1頭と雌2頭が贈られ、そこから生まれた犬はビアーデッド・コリーやオールド・ウェルシュ・グレイなどの基礎犬として用いられた。また、この贈られた犬の子孫は19世紀にオールド・イングリッシュ・シープドッグの作出にも使われている。
第二次世界大戦が勃発した際には大きく戦火をかぶり、大半の犬が命を落とし絶滅寸前となってしまった。ユダヤ人迫害がこれに拍車をかけ、ユダヤ系の人が飼育していたポリッシュが捕らえられて殺されたり、主人の命を守ろうとして命を落とすものも非常に多かった。戦後は愛好家がポリッシュ再興のためポーランド中を捜索し、150頭の生き残りが確認された。このうちから犬種基準を満たしブリーディングが出来る犬を選び出し、雄2頭と雌6頭が最終的に選択され、これを基礎として繁殖を進めた。再興計画は成功し、頭数は徐々に回復していった。
復活後は再びポーランドで人気の犬種として返り咲いた。それだけでなく、ヨーロッパ各国や北米などにも輸出され、ペットやショードッグ、スポーツドッグとして人気が出てきている。また、日本でも密かな人気があり、ブリーダーが数人存在し販売も行われている。近年は毎年国内登録があり、2010年度の国内登録頭数順位は134位中92位と意外に多い。とはいえ、まだまだ日本ではあまり飼育頭数は多くなく、知名度もそれほど高くはないのが現状である。

## 特徴
目を覆うほどに伸びた、長く柔らかいシャギーコート（むく毛）が印象的な牧羊犬種である。コートはもつれやすく毎日のブラッシングを必要とするが、防寒性が高く野外で活動するのに適している。毛色はホワイト・アンド・ブラックやホワイト・アンド・グレー、グレーなど。口髭や顎鬚も長い。目は小さめだが、本来は鋭い目つきをしていない。シープドッグ・アイを見せるのは羊を脅すときや怒ったときなどで、特別な訓練をしなくてもほぼ生まれつきこれを習得している。マズルは短めで、耳は飾り毛のある垂れ耳。筋肉質の引き締まった体つきをしていて、脚は短めである。尾はふさふさした垂れ尾だが、短く断尾されることもある。また、稀に生まれつき無尾の犬も生まれる。体高は雄31〜41cmで雌38〜39cm、体重は雌雄ともに13〜15kgの中型犬。正確は攻撃的な面が無く、温厚で従順、活発で明るい。家族に対しては非常に優しく、小さな子供や仔犬に対しても寛容である。家族以外の人ははじめは警戒するが、怪しくないと見なせば好意的に接する。しつけの飲み込みは普通であるが状況判断力が優れ、日本でもペットとして飼育しやすい犬種である。運動量は多めだが、長い散歩よりもフリスビーなどのドッグスポーツで沢山相手をしてあげることで満足する傾向にある。かかりやすい病気は運動のしすぎによる関節疾患や地肌が蒸れておこりやすい皮膚疾患などがある。